# Eduard Streltsov
Eduard Anatolyevich Streltsov, que em russo:   é Эдуард Анатольевич Стрельцов (Moscou, 21 de Julho de 1937 - Moscou, 20 de julho de 1990), foi um futebolista da Seleção Soviética de Futebol conhecido como o "Pelé Russo".
Faz parte dos jogadores que se dedicaram a apenas um clube; no caso dele, o Torpedo Moscou. Pela União Soviética, conquistou a medalha de ouro nas Olimpíadas de 1956 e marcou 25 vezes em 38 partidas. Também está entre os grandes jogadores que, infelizmente, não disputaram Copas do Mundo.
Strelstov foi um dos mais carismáticos jogadores da antiga URSS. Era também um mestre do toque de calcanhar, jogada que leva o seu nome na Rússia.

## Carreira

### Promissor início da carreira no Torpedo Moscou
Streltsov debutou no Torpedo Moscou em 1953, tornando-se no ano seguinte o mais jovem a marcar um gol no campeonato soviético, Já em 1955 estreava pela Seleção Soviética de Futebol e no ano seguinte participou da primeira conquista futebolística do país, as Olimpíadas de 1956. Na recepção oficial no Kremlin aos vencedores na volta à URSS, ele esbanjou seu característico atrevimento ao declarar pessoalmente à Yekaterina Furtseva, Ministra da Cultura, que jamais de casaria com a filha desta.
No ano seguinte, foi artilheiro do campeonato pelo vice-campeão Torpedo. Paralelamente, a URSS, participando pela primeira vez das eliminatórias para uma Copa do Mundo, garantiu sua classificação à de 1958. Ele foi então pressionado pelas autoridades a escolher um dos dois principais times de Moscou (e do país): o CSKA, do Exército Vermelho, ou o Dínamo, da KGB; o Torpedo, vinculado à indústria automobolística,  não tinha tanto prestígio junto ao governo.
Streltsov acabou recusando sair do Torpedo, mesmo após Lev Yashin (do Dínamo) ter tentado mudá-lo de ideia. Em maio de 1958, semanas antes do embarque à Suécia, ele seria expulso da equipe que disputaria o mundial e, pior, sentenciado a passar cinco anos na prisão, após um processo pouco transparente (como muitos julgamentos no país), com depoimentos contraditórios e imprecisos, além de cogitadas adulterações. A seleção conseguiu chegar sem ele à segunda fase da Copa, onde perderiam por 2 a 0 para a anfitriã Suécia - um adversário que naquele mesmo ano chegara a perder de 6 a 0 em uma partida em que Streltsov estava em campo.

### Prisão e retomada da carreira
Como justificativa para prendê-lo, uma acusação de estupro jamais totalmente esclarecida, que teria sido armada pelo governo. Streltsov confessou sua autoria no crime sob, acredita-se, a falsa promessa de que isso garantiria sua presença na Copa. Seus colegas Boris Tatushin e Mikhail Ogonkov, do também pouco apreciado pelas autoridades Spartak Moscou (clube vinculado aos sindicatos e não ao governo), também estiveram na festa onde os três conheceram Marina Lebedeva, a suposta vítima, e foram igualmente presos e impedidos de ir para o torneio.

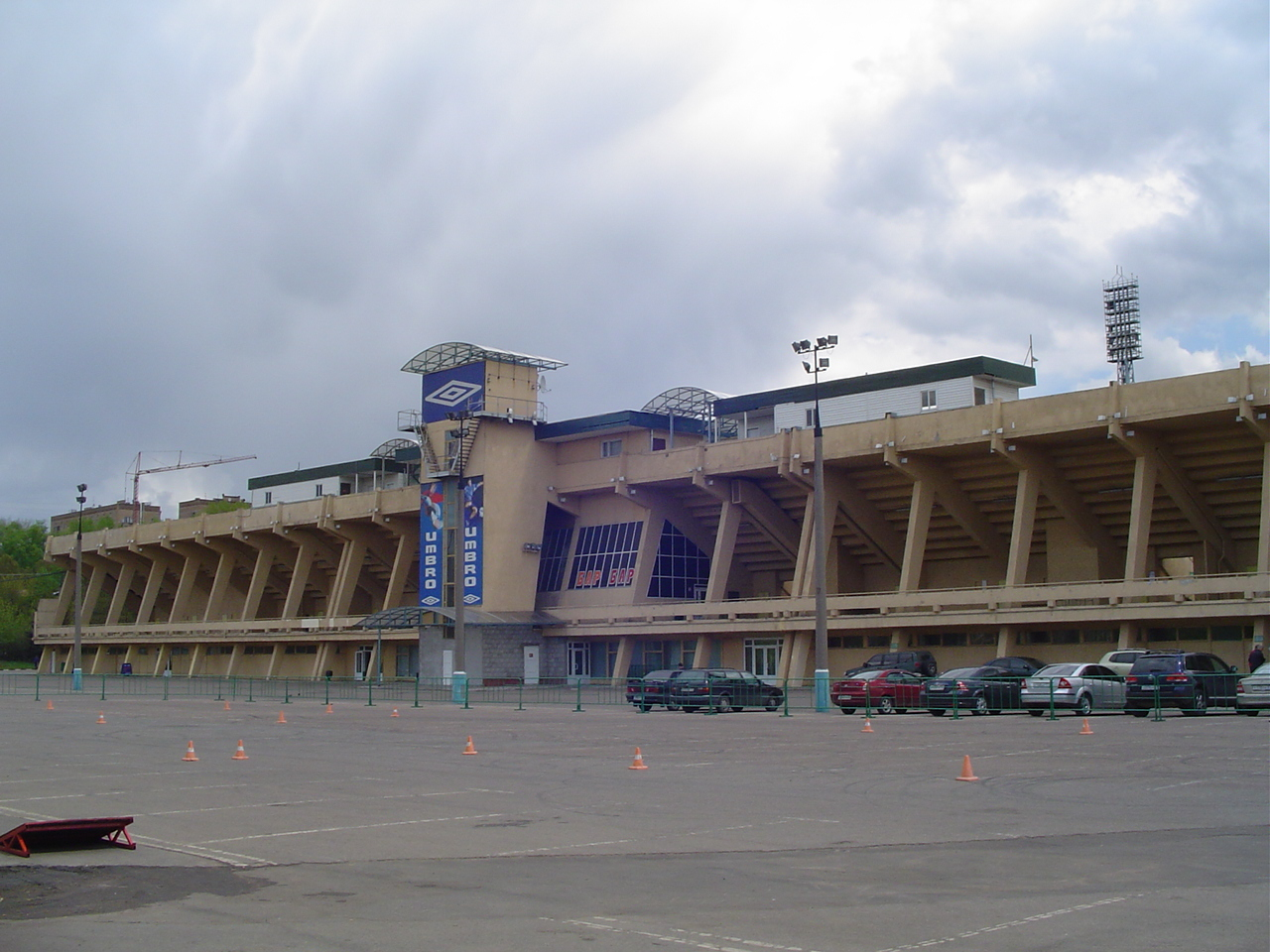
O Estádio Eduard Streltsov, antigo campo do Torpedo Moscou.

Sua confissão freou o ímpeto de protestos dos trabalhadores da Zil, a fábrica de automóveis ligadas ao Torpedo e naturais torcedores do clube. O governo tinha outros motivos para não gostar muito dele: Streltsov estaria se transformando em ídolo da juventude soviética com seu jeito jovem e cortes de cabelo "não-convencionais", encarnando uma indesejada rebeldia contra a tirania do regime político do país.
Além da prisão, ele também foi expurgado por um período, com os jornais e revistas esportivas da União Soviética fingindo que Streltsov sequer existira. Ele foi libertado em 1963 e, com a pressão popular, pôde retomar a carreira no ano seguinte. Ainda com a habilidade, audácia e clarividência nos gramados bem conservada, embora naturalmente menos veloz (além de calvo), liderou o Torpedo na conquista do Campeonato Soviético de 1965, o segundo da história do clube.
Apesar de ainda ter 29 anos em 1966, não foi chamado para a Copa daquele ano; voltou a atuar brevemente pelo país após o torneio, ainda naquele ano, em que o Torpedo conseguiria o vice-campeonato. Streltsov seria eleito em 1967 e em 1968 - ano em que conquistou a Copa da URSS - o jogador do ano em seu país. Ele encerrou a carreira em 1970.

## Morte
Nunca falou sobre o tempo em que passou na prisão até seu leito de morte, quando declarou sua inocência à esposa. Há rumores de que o governo teria ameaçado matar toda a sua família caso dissesse a verdade sobre seu julgamento. Streltsov morreu em 1990, na véspera de seu 53º aniversário, de câncer, que muitos acreditam ter sido resultado do cárcere. No mesmo ano, também de câncer, morreria Yashin. Muitos consideravam ambos as superestrelas da seleção soviética daqueles tempos.

Monumento a Streltsov no complexo do Luzhniki, estádio atualmente utilizado pelo Torpedo Moscou.

Após sua morte, o Torpedo o homenageou, renomeando seu antigo campo para Estádio Eduard Streltsov (o clube posteriormente perderia a arena para a Zil, após a empresa desvincular-se do time, e atualmente manda os jogos no Luzhniki). Há pessoas lutando para que as acusações de estupro sejam retiradas postumante, em uma forma de limpar seu nome - dentre elas, o político Yury Luzhkov e o enxadrista Anatoly Karpov, que criaram em 2001 o Comitê Streltsov com vistas a restaurar a reputação do antigo craque perante a justiça russa.

## Ligações Externas
- Perfil na Sports Reference